# Баллон (балет)
Балло́н (фр. ballon) — термин классического танца. Обозначает способность танцовщика сохранять положение во время прыжка, на какое-то время как бы зависая в воздухе. В старину также обозначал умение эластично отталкиваться от пола перед высокими прыжками. 
Природный и/или наработанный баллон — одно из необходимых качеств артиста балета, наряду с вращением, координацией и общим владением техникой. Работать над ним начинают с самого начала обучения в балетной школе. 
По одной из версий, название произошло от фамилии французского танцовщика Клода Баллона (1671—1744), премьера Королевской академии музыки в 1691—1710 годах. В то же время французское слово ballon само по себе означает «шар», «мяч» — и вполне возможно, что этимология слова лежит в этом русле.
Необыкновенным баллоном отличался Вацлав Нижинский. Из советских артистов им выделялись такие артисты, как Алексей Ермолаев, Николай Зубковский, Юрий Соловьёв, Михаил Барышников, Майя Плисецкая. Среди современных танцовщиков можно назвать Наталью Осипову и Ивана Васильева. В целом, женщины владеют этим качеством гораздо реже мужчин, тем более, что баллон требует сильных мышц, а современный женский танец уходит всё дальше в сторону гибкости и растяжки. В то же время, требование баллона в женском танце сохраняется в США, где сильный прыжок является одним из важнейших качеств в хореографии Баланчина.